# Deutscher Hof (facción)
Deutscher Hof era el nombre de una facción política que existió desde el 18 de mayo de 1948 y fue representante de la izquierda democrática en la Asamblea Nacional de Fráncfort.

## Nombre y cargos políticos
Como ocurre con la mayoría de las facciones de la Asamblea Nacional, el nombre hace referencia al lugar habitual donde se reunían los parlamentarios.
Deutscher Hof era una de las facciones representantes de la izquierda democrática. Sus miembros proponían la fundación de una república democrática en la que prevaleciera el sufragio universal, igualitario, directo y que todas las nacionalidades tuvieran los mismos derechos.
Como parte de la Märzverein, Deutscher Hof representó la corriente política dominante desde mayo de 1849, cuando los parlamentarios liberales y conservadores consideraron que la Asamblea Nacional había fracasado y renunciaron a su mandato ante la radicalización de la campaña de constitución del Reich. La mayoría de sus diputados participaron en el Rumpfparlament y dieron la bienvenida a los levantamientos revolucionarios en Baden y Sajonia, en algunos de los cuales también participaron.

## Miembros y disidencias
Los dos últimos presidentes parlamentarios, Theodor Reh y Wilhelm Loewe, eran originalmente miembros de la facción, pero ambos ya eran activos en grupos más moderados en 1849. Los representantes más conocidos de la facción fueron Robert Blum, Johann Adam von Itzstein, Johann Jacoby, Georg Friedrich Kolb, Franz Raveaux, Friedrich Schüler, Carl Vogt y Franz Jacob Wigard.
La facción Deutscher Hof unió muchos puntos de vista en conflicto y, en consecuencia, se vio afectada por varios cismas. Todavía en mayo de 1848, la extrema izquierda en torno a Lorenz Brentano, Carl Damm, Damian Junghanns, Joseph Ignatz Peter, Gustav Rée, Friedrich Schüler y Maximilian Werner se separaron de Deutscher Hof y formaron la facción Donnersberg. En agosto, la izquierda moderada en torno a Theodor Reh y August Heinrich Simon fundaron la facción Westendhall, ya que el rumbo de Deutscher Hof les resultaba demasiado radical, a pesar de la secesión de Donnersberg. La secesión de la facción de Westendhall significó que la facción liberal Casino obtuviera la mayoría en los votos decisivos sobre la constitución del Reich. Asimismo, en octubre de 1848 los parlamentarios en torno a Georg Friedrich Kolb y Wilhelm Loewe se separaron de la facción, ya que rechazaban particularmente la política de Robert Blum de injerencia en Austria. Estos diputados se reunieron posteriormente en el Nürnberger Hof. En noviembre de 1848, el Deutscher Hof se reunió con la facción de Donnersberg y las partes más radicales de la facción de Westendhall y, a partir de entonces, formó la Märzverein, que no solo era una facción sino también parte de un movimiento de asociación de izquierda.